# 圏論
圏論（けんろん、英: category theory）は、数学的構造とその間の関係を抽象的に扱う数学理論の 1 つである。サミュエル・アイレンベルグ と ソーンダース・マックレーンとによって代数的位相幾何学の基本的仕事の中で20世紀中ごろに導入された。圏論において考察の対象となる圏は対象とその間の射からなる構造であり、集合とその間の写像、あるいは要素とその間の関係（順序など）が例として挙げられる。
数学の多くの分野、また計算機科学や数理物理学のいくつかの分野で導入される一連の対象は、しばしば適当な圏の対象たちだと考えることができる。圏論的な定式化によって同種のほかの対象たちとの、内部の構造に言及しないような形式的な関係性や、別の種類の数学的な対象への関連づけなどが統一的に記述される。

## 概要
圏の研究は、関連する様々なクラスの数学的構造に共通する性質を見出そうとする試みだといえる。
集合論的な数学理論の構成では集合やその元に対して写像や関係を導入し、それらが満たすべき公理を列挙する。その公理を満たすような「構造」を持った個々の集合が理論の具体的な実現を示していて、それら一つ一つの実現に共通の性質が公理から演繹的に証明される。たとえば、群に関する定理は公理系から演繹的に証明される。例えば群の単位元が一意に定まることは公理系から直ちに証明される。こうして各種の数学理論が建設されるが、これら異なった理論に共通する様々な構成ができることも認識された。
圏論の言葉を使えば、数学の多くの分野の研究からしかるべき圏を作り出し、異なった理論の間に平行して存在する手続きを統一的に理解することができる。例えば集合、群、位相空間の圏などである。これらの圏は、例えば空集合や2つの位相空間の直積など、何かしら特別な性質を持った「空間」が存在する。しかし、圏の定義においては対象は根源的なものとみなされ、それぞれの対象が具体的にどんな集合として実現されるのかは指定されていない。そこで、これらの特別な空間についての概念を、その「要素」を参照せずに定めることはできるだろうか、という問いが生まれる。
圏論的な解析においては、何かしら与えられた構造を持つ個々の対象（例えば群）とその「内部構造」だけを考えるよりも、対象間の射 — 構造を保つ対応関係 — に力点が置かれる。群の圏の例で言えば、射は群の準同型写像にあたる。それぞれの圏における特別な対象は、他の対象とのあいだの射がどうなっているか、によって特徴づけることができる。たとえば集合の圏における空集合 ∅ は任意の集合 S について ∅ から S への射（つまり写像）がただ1つだけ存在するようなもの、として特徴づけられる。このような特徴づけは、極限やその双対概念である余極限を用いた普遍性という考え方にまとめられる。実際、数多くの重要な構成がこのようにして純粋に圏論的な方法で記述できることがわかっている。

### 関手
一方で、圏そのものもある種の数学的構造であるため、圏の構造を保存する対応関係も考えることができる。このような対応関係は関手と呼ばれる。関手は、ある圏の中の全ての対象を、別の圏の対象に、一方が持つ全ての射をもう一方の射に関連づける。圏と関手を調べることで、ある類における数学的構造とその間の射だけでなく、「数学的構造を持つ様々な類の間の関係」をも追求することができる。
多くの数学理論は、ある特別な種類の構造から、別のよりシンプルな、よりわかりやすい構造を引き出そうとする試みであった。例えば代数的位相幾何学の中心的なテーマは、位相幾何学における非常に難しい問題を、より簡単な代数的問題に関連づけることである。例えば、点付き位相空間に対してその基本群を対応させる「自然な対応」は関手を用いて得られると考えることができる。
基本群とホモロジー群のような「似た」数学的変換はしばしば「自然に」関連づけられているが、これは自然変換、すなわちある関手から別の関手への変換、という考え方によって理解される。
圏と関手の考え方を積極的に用いて以下のような概念が定められる。
関手圏
DC は圏 C から圏 D への関手を対象とし、関手の間の自然変換を射とする圏である。米田の補題は圏論における最も有名な基礎的結果の1つである。この補題は、関手圏において表現可能な関手を記述する。
双対性
圏論におけるあらゆる言明、定理、定義はその双対を持つ。これらは基本的に「全ての射を逆向きにする」ことで得られる。ある圏 C においてある言明が真のとき、その双対はその双対圏 Cop において真である。この双対性は、圏論のレベルでは自動的に成立し非常に解りやすいものであるが、その応用においてはしばしば明らかではなく、驚くような関係性をもたらすことがある。
随伴関手
ある関手が他の関手に対し左随伴、もしくは右随伴であるということを定義できるが、多くの場合にこのような随伴関手の対は普遍性によって定義される構成から生まれる。これは、普遍性を調べるためのより抽象的で強力な手法を与えているとも考えられる。

## 歴史
19世紀はじめのエヴァリスト・ガロアによる代数方程式に群を関連づける研究には圏論的な考え方の萌芽がみられる。20世紀前半にはエミー・ネーターが抽象代数学（特に加群の理論）の形式化を行い、ネーターはある種の数学的構造を理解するためには、その構造を保つ対応関係を理解する必要があることを悟っていた。1930年代後半から始まるニコラ・ブルバキの数学原論シリーズにおける集合論に基づいた数学の再構成の試みの中でも、構造、構造種と普遍性の概念が指導原理として取り上げられている。
圏や関手、自然変換といったアイデアは代数的位相幾何学、特にホモロジー代数の研究から生まれた。1940年代のはじめごろから、代数的位相幾何学では「自然な変換」(natural transformation) という語が非形式的な形で使われ始めた。サミュエル・アイレンベルグとソーンダース・マックレーンはそれに厳密な定義が必要だと考え、1942年の論文において圏や関手、自然変換といったアイデアを（その名称ではなかったが）導入し、その後1945年の「General Theory of Natural Equivalences」において圏（あるいは関手、自然変換）をその名前で定義した。スタニスワフ・ウラムらの主張するところによれば、同様のアイデアは 1930 年代後半にポーランドの大学に起こっていたという。アイレンベルグとマックレーンは、「構造」と「その構造を保つ対応関係」の間に成り立つ関係を公理的に形式化する手法を与えた。アイレンベルグとマックレーンは、そのゴールが異なる数学的体系の間の自然変換を理解することにあると述べていた。そしてそのためには関手を定義することが必要だった。そして関手を定義するために圏が必要だったのである。
その後 1950年代から 1960年代にかけてこの理論は、ホモロジー代数における様々な計算の抽象的な定式化を取り込むことによって、続いて、集合論に基づく定式化では不十分だった代数幾何学の公理化を与える言葉として進展した。さらに一般的な圏論、つまり、意味論的な柔軟性をもち高階論理との親和性があるようなより現代的な普遍的代数が発展し、現在では数学全体を通して応用されている。
トポスと呼ばれる特別な種類の圏は、数学基礎論としての公理的集合論に取って代わることすら可能である。圏論をこのように数学の全体的な基礎付けとして用いる考え方には疑義も呈されているが、実際構成的数学を記述する手段としても、トポスは非常に精緻に機能することが示されている。一方、公理的集合論はまだ圏論によって置き換えられたと見なさない人々もおり、例えば、バーコフ - マックレーンの A Survey of Modern Algebra とマックレーン - バーコフの Algebra（この 2 冊の抽象代数学の教科書は署名の仕方で区別されている）の比較でしばしば指摘されるように、圏論を初期の学部生に教授することは強い反対にあっている。

## 他の分野への影響
圏論的論理学は、直観主義的論理のために型理論に基づいて定義された。この分野はさらに関数型プログラミングの理論および領域理論に応用されている。これらは全て、ラムダ計算の非構文的な記述として適用されたデカルト閉圏を背景としている。圏論的言語を用いることで、関連する分野が厳密に、（抽象的な意味で）何を共有しているのかを明らかにすることができる。
代数的位相幾何学では空間の連続写像そのものよりも、そのホモトピー類を考えたほうがよいことがある。これは対応する圏を「変形」してホモトピー類を射として採用することにより圏論的に定式化できる。そこで、複体の射や位相線形環の準同型についてもこのような圏の変形を見いだし理解することが 20 世紀後半におけるほかの種類の「幾何学」の大きな問題意識となった。
20 世紀の半ば以降アレクサンドル・グロタンディークらによって代数幾何学の圏論的な定式化が追求された。
正標数体上の数論幾何や、非可換環が「図形」を表していると考える非可換幾何などの非標準的な「幾何学」は、幾何学的な関手の構成可能性をもってそう名乗っている、という側面もある。
21世紀現在において、米国のNew York General Group社やSymbolica AI社は、圏論に基づく人工知能の研究開発を行っている。

## 関連文献
- 竹内外史『層・圏・トポス　現代的集合像を求めて』日本評論社、1978年1月。ISBN 4-535-78109-5。
- 大熊正『圏論(カテゴリー)』槙書店〈数学選書〉、1979年5月。ISBN 4-8375-0457-4。
- 清水義夫『圏論による論理学　高階論理とトポス』東京大学出版会、2007年12月。ISBN 978-4-13-012057-9。
- 斎藤毅：「数学原論」、東京大学出版会、ISBN 978-4130639040(2020年). ※ 本書は数学を圏論により記述した、とある。
- Steve Awodey, 前原 和寿 (訳): 「圏論 原著第2版」、共立出版、ISBN 978-4320111158（2015年9月19日）。
- 圏論の歩き方委員会 (編)：「圏論の歩き方」、日本評論社、ISBN 978-4535787209（2015年9月10日）。

### 応用
- Chris Heunen: "Categorical Quantum Models and Logics", Amsterdam Univ Press, ISBN 978-9085550242 (2009).
- David I. Spivak: "Category Theory for the Sciences", The MIT Press, ISBN 978-0262028134 (2014).
- Bob Coecke, Aleks Kissinger："Picturing Quantum Processes: A First Course in Quantum Theory and Diagrammatic Reasoning", Cambridge University Press, ISBN 978-1107104228 (2017).
- Brendan Fong: "An Invitation to Applied Category Theory: Seven Sketches in Compositionality", Cambridge University Press, ISBN 978-1108711821 (2019).
- Chris Heunen, Jamie Vicary: "Categories for Quantum Theory: An Introduction", Oxford Univ Press, ISBN 978-0198739616 (2020).

- Chris Heunen, 川辺 治之 (訳)：「圏論による量子計算のモデルと論理」、共立出版、ISBN 978-4320124363（2018）。※原著は上記Chris Heunen（2009年）。
- 西郷甲矢人, 能美十三：「圏論の道案内：矢印でえがく数学の世界」、技術評論社、ISBN 978-4297107239（2019）。
- ボブ・クック, アレクス・キッシンジャー, 川辺治之 (訳)：「圏論的量子力学入門」、森北出版、ISBN 978-4627170117 (2021)。※原著は上記、Bob Coecke, Aleks Kissinger（2017年）。